# Emmett (Vorname)
Emmett ist ein männlicher Vorname.

## Herkunft und Bedeutung
Der Name ist eine Übertragung des Familiennamens Emmett (oder Emmet), der selbst wiederum vom weiblichen Vornamen Emma abstammt, als Vorname.
Er ist insbesondere bei Iren und irischstämmigen Amerikanern sehr populär, die mit der Namensgebung an den irischen Freiheitskämpfer Robert Emmet erinnern, der einen Aufstand gegen die englische Herrschaft über Irland auslöste.

## Namensträger
- Emmett T. Anderson (1890–1969), US-amerikanischer Politiker
- Emmett Leslie Bennett (1918–2011), US-amerikanischer Altphilologe und Mykenologe
- Emmett Berry (1915–1992), US-amerikanischer Jazz-Trompeter
- Emmett Branch (1874–1932), US-amerikanischer Politiker
- Emmett Carls (1917–1980), US-amerikanischer Jazzmusiker
- Emmett W. Chappelle (1925–2019), US-amerikanischer Wissenschaftler
- Emmett Reid Dunn (1894–1956), US-amerikanischer Herpetologe
- Emmett Hardy (1903–1925), US-amerikanischer Kornettist
- Emmett Leith (1927–2005), US-amerikanischer Physiker und Pionier der Holografie
- Emmett Lundy (1864–1953), US-amerikanischer Old-Time-Musiker
- Emmett McBain (1935–2012), US-amerikanischer Grafikdesigner
- Emmett Miller (1900–1962), US-amerikanischer Sänger und Entertainer
- Emmett Marshall Owen (1877–1939), US-amerikanischer Politiker
- Emmett J. Rice (1919–2011), US-amerikanischer Bankmanager
- Emmett J. Scanlan (* 1979), irischer Schauspieler
- Emmitt Smith (* 1969), US-amerikanischer Footballspieler
- Emmett Till (1941–1955), US-amerikanisches Opfer von Rassismus
- Emmett Tompkins (1853–1917), US-amerikanischer Politiker
- Emmett Toppino (1909–1971), US-amerikanischer Leichtathlet
- Emmett Williams (1925–2007), US-amerikanischer Dichter, Performance-Künstler und Mitbegründer der Fluxusbewegung
- Emmett Wilson (1882–1918), US-amerikanischer Politiker
- Emmett Wright (1941–2024), US-amerikanischer Orchester- und Jazzmusiker

### Emmet
- Emmet D. Boyle (1879–1926), US-amerikanischer Politiker
- Emmet Cohen (* 1990), US-amerikanischer Jazzmusiker
- Emmet Stagg (1944–2024), irischer Politiker (Irish Labour Party)
- M. Emmet Walsh (1935–2024), US-amerikanischer Schauspieler